# 부반우옌
부반우옌(베트남어: Vũ Văn Uyên / 武文淵 무문연, 1479년 ~ 1557년)은 대월 남북조 시대 후 레 왕조의 장수, 정치인, 버우 주의 제1대 군주(재위: 1527년 ~ 1557년)이다. 뚜옌꽝을 근거지로 삼아 버우 주를 세웠고, 막 왕조를 토벌하는 데 참여하였다. 작위는 경양후(베트남어: Khánh Dương Hầu / 慶陽侯)이다.

## 생애
부반우옌이 활동한 16세기는 막당중이 후 레 왕조의 제위를 찬탈하여 막 왕조를 세움으로써 베트남이 후 레 왕조와 막 왕조의 두 세력으로 분열된 상태였다. 1537년 농력(農曆) 9월 임오일(10월 9일)에 그가 명나라에 제출한 '백안남란장언(白安南亂狀言)'에 따르면 "문연(文淵, 부반우옌)은 대대로 레씨(黎氏, 후 레 왕조)의 신하가 되어 왔는데, 막당중의 난으로 인해 뚜옌꽝으로 나가 근거지로 삼았습니다.[文淵世黎氏臣, 以登庸之亂, 出據宣光.]"라는 문구를 확인할 수 있다. 그의 막하에는 '병사 만 명[有兵萬人]'이 있었고, 그와 동시기에 활동한 후 레 왕조의 관원 응우옌년리엔(阮仁蓮), 레까인미(黎景瑂) 등도 '한 지방을 나누어 막당중과 서로 공격하였다[分據一方, 與登庸相攻.]'고 한다.
명나라 사람 엄종간(嚴從簡)의 《수역주자록》(殊域周咨錄)에 따르면 약 가정 15년(1536년)에 부반우옌과 부응이엠우이(武嚴威), 부뜨랑(武子陵) 등 사람들이 함께 '죄를 피하여 달아났다[避罪出逃]'고 하며, 아울러 명나라 변경에서 소요를 일으켰는데 명나라의 변경 관리들은 이를 저지할 수 없었다고 한다. 운남총병(雲南總兵) 목소훈(沐紹勳)은 이를 발견한 뒤 '조정의 은혜와 위엄을 선포하고, 이해관계를 명시함[宣佈朝廷恩威, 明示利害.]'으로써 대응하였다. 그런데 《명실록·세종실록(世宗實錄)》권180에 따르면 해당 사건은 가정 14년 10월 을미일 조에 기록되어 있으나 부반우옌이 그 일에 참여했다는 언급이 없다.
1537년 농력(農曆) 9월, 부반우옌이 명나라에 병사의 진격에 대한 내용이 있는 지도를 제출하며 원조를 구하였고, 이 기회를 통해 후 레 왕조를 돕고 막 왕조를 타도할 수 있기를 희망하였다. 또한 스스로 뚜옌꽝을 근거지로 삼아 지키고 있으면서 '병사 만 명이 있고, 원컨대 천병(天兵, 명나라 병사)이 남하하기를 기다려 제질(弟侄) 부뜨랑(武子陵) 등을 이끌고 석롱관(石瀧關)에 주둔하여 이를 좇고, 나라 안의 의사(義士)들을 불러모은다면 막당중은 가히 깨뜨릴 수 있다'고 일컬었다. 명나라 조정은 부반우옌의 표현에 상당히 만족하고 관대(冠帶)를 주었으며, 또한 무직(武職) 4품(品)의 장복(章服), 백금(白金), 문폐(文幣)를 하사하였고 부뜨랑 등에게도 관대를 주었다. 엄종간의 《수역주자록(殊域周咨錄)》은 부반우옌의 또 다른 보고 한 편을 수록하였는데, 거기엔 그가 자신의 직함을 '안남총병사경양후(安南總兵使慶陽侯)'로 칭하고 있음을 볼 수 있다.
20세기 초에 지어진 베트남 문헌 《남국위인전(南國偉人傳)》에 따르면 부반우옌이 죽은 뒤 그의 동생 부반멋이 뒤를 이어 무리를 통솔하였고, 뚜옌꽝진은 부씨 일족의 장기 근거지가 되었다.

## 참고 문헌
- 李國祥主編. 《《明實錄類纂·涉外史料卷》》 (중국어). 武漢: 武漢出版社（1991）ISBN 7-5430-0457-7.
- 嚴從簡. 《《殊域周咨錄》》 (중국어). 北京: 中華書局（2000）ISBN 7-101-00607-8.
- 《《南國偉人傳》，收錄於《越南漢文小說叢刊》第一輯第七冊《筆記小說類》）》 (중국어). 臺北: 臺灣學生書局（民國七十六年）（1987年）.
- “台灣中央研究院計算中心─兩千年中西曆轉換”.
- “國學導航─嚴從簡《殊域周咨錄》卷之六《南蠻·安南》”.
- “Hội Bảo tồn Di sản chữ Nôm─《大越史記全書·本紀續編·玄宗穆皇帝》”.[깨진 링크]
- “Hội Bảo tồn Di sản chữ Nôm─潘清簡等《欽定越史通鑑綱目》正編卷之三十三至三十六”.[깨진 링크]

| 전 임 (초대) | 제1대 대월 후 레 왕조 버우 주의 군주 1527년 ~ 1557년 | 후 임 부반멋 |